# Szergej Viktorovics Szemjonov
Szergej Viktorovics Szemjonov (orosz írással: Сергей Викторович Семёнов; Tula, 1995. augusztus 10. –) orosz kötöttfogású birkózó. A 2018-as birkózó-világbajnokságon a döntőbe jutott 130 kg-os súlycsoportban, kötöttfogásban. A 2016. évi nyári olimpiai játékokon bronzérmet nyert 130 kg-ban.

## Sportpályafutása
A 2018-as birkózó-világbajnokságon a döntőbe jutott. Ellenfele az amerikai Adam Jacob Coon volt.